# Васкес, Фелипе
Фелипе Хавьер Васкес (исп. Felipe Javier Vázquez, урождённый Риверо, исп. Rivero, 5 июля 1991, Сан-Фелипе) — венесуэльский бейсболист, питчер клуба Главной лиги бейсбола «Питтсбург Пайрэтс». До 2018 года выступал под фамилией Риверо. Участник Матча всех звёзд 2018 и 2019 годов.

## Карьера
В 2008 году в статусе международного свободного агента подписал контракт с «Тампа-Бэй Рейс». В фарм-системе клуба он выступал на протяжении четырёх сезонов, проведя 23 игры в качестве стартового питчера. В 2012 году он принял участие в Матче всех звёзд будущего, а также вошёл в сборную звёзд Лиги Среднего запада. За основной состав «Тампы» Фелипе не выступал, в феврале 2014 года он был обменян в «Вашингтон Нэшионалс».
В сезоне 2014 года из-за воспаления локтевого сустава он сыграл всего в 14 матчах. Осенью Риверо был отправлен в команду «Меса Солар Сокс» из Аризонской осенней лиги для получения игровой практики. Весной 2015 года тренерский штаб «Нэшионалс» перевёл Фелипе в буллпен с перспективой использования в качестве клоузера команды. Начало чемпионата он провёл в составе «Сиракьюз Чифс», а 17 апреля Фелипе впервые вышел на поле в игре МЛБ. 22 апреля клуб внёс его в список травмированных с желудочным кровотечением.
30 июля 2016 года «Вашингтон» обменял Фелипе в «Питтсбург Пайрэтс». До конца чемпионата он провёл за клуб 28 игр с пропускаемостью ERA 3,29. В первой части сезона 2017 года Риверо в 31 игре показал пропускаемость 0,58 и 9 июня главный тренер команды объявил что Фелипе вместе с Хуаном Никасио будет выполнять роль клоузера. Всего за сезон он сделал 21 сейв в 23 возможных ситуациях.
В начале апреля 2018 года Фелипе сменил фамилию на Васкес. Инициатива этого исходила от сестры бейсболиста, Присциллы Васкес, имеющей большое влияние на игрока. В частности, по её совету Фелипе прекратил сотрудничество с агентом Скоттом Борасом. В первой половине сезона он сделал 18 сейвов и стал четвёртым клоузером в истории «Пайрэтс», получившим приглашение на Матч всех звёзд. По итогам июля Главная лига бейсбола назвала Васкеса лучшим реливером месяца в Национальной лиге. Всего в регулярном чемпионате он сделал 37 сейвов при показателе пропускаемости 2,70. В 2019 году он второй раз подряд получил приглашение на Матч всех звёзд лиги.

### Проблемы с законом
В сентябре 2019 года Васкес был арестован. Власти штатов Флорида и Пенсильвания предъявили ему обвинение в сексуальных контактах с несовершеннолетними и хранении детской порнографии. Руководством лиги игрок был отправлен в административный отпуск. В ноябре суд округа Уэстморленд отказал Васкесу в освобождении под залог. Также судом было отклонено требование об экстрадиции игрока во Флориду. В мае 2020 года обвинения в распространении порнографии ему предъявили власти Сент-Луиса.